# バスをおりたら…
バスをおりたら…は小泉るみ子作・絵の絵本である。

## 概要
ポプラ社の絵本のおもちゃばこの2作目の絵本となる。北海道の農村を舞台に赤いランドセル、片手にリコーダーを持った少女の心情描写が描かれている。発行者は坂井宏先、編集は有賀澄江。とうきびや炭鉱など北海道を思わせる設定が存在する。

## 登場人物
わたし
家が自分の住む町から遠く、学校まで歩いて通学している。リコーダーのことを笛と呼んでいる。友達やおねえちゃんがいなくなった後の帰り道を問題視しているが、笛を友達の代わりにしている。
時折見かけるバスが家まで迎えに来てくれる夢を見ており、暑い夏のある日ついに10円玉を握りしめ、バスを利用する。最初はバスの利便性に驚くも、知らないバス停まで来てしまいより遠い場所から、畑の中を歩いて帰宅することになる。
かあさん
作中で2回ほど登場する。なぜわたしの家が学校から遠いのか問われた際に「町の中では広い畑は作れないから」と返答している。
おねえちゃん
作中ではほとんど登場しないが、そでの部分で存在が言及されており、朝はわたしと一緒に通学していることも判明している。

## 参考
- 小泉るみ子『バスをおりたら…』ポプラ社、2004年。全国書誌番号:20653322。